# ホームセンターヤマキシ
ホームセンターヤマキシは、日本のホームセンター。福井県あわら市に本社を置く株式会社山岸が、福井県嶺北地方と石川県でホームセンターヤマキシ等の店名で店舗を展開している。

## 沿革
- 1900年頃（年数不明） - 先々代 山岸行次郎が畳表製作の傍らで取引先の荒物問屋から仕入れた金物の販売を自宅兼店舗で始める[2]
- 1979年 - 坂井郡金津町（現在のあわら市）新用に2店目の山岸金物センター（新本店）開店、同時に本店を移転、本社を併設[1]
- 1981年 - 株式会社山岸を設立[1]
- 1985年 - ホームセンター事業参入に伴い加賀市に初のホームセンター店舗であるヤマキシ加賀店開店[1]
- 1987年 - 小松市に小松店開店[1]
- 1991年 - 石川郡野々市町（現在の野々市市）に野々市店開店[1]
- 1993年 - 本店を改築・増床によりホームセンターへ業態変更、ヤマキシ金津店（新本店2代目）開店[1]
- 1994年 - 福井市に開発店開店[1]
- 2000年 - 鹿島郡田鶴浜町（現在の七尾市）に初の大型店舗である田鶴浜店開店[1]
- 2003年 - 丹生郡朝日町（現在の丹生郡越前町）に大型店舗2号店の朝日店開店[1]
- 2008年6月 - 能美郡川北町に大型店舗3号店の川北店開店[1]
- 2009年 - 太陽光発電・オール電化事業に参入
- 2010年 - ネットスーパー事業部創設
- 2012年 - 川北店の屋根に約1,000kwのメガソーラーを建設・売電事業開始
- 2013年 - 建設業許可を取得し、産業用の大型太陽光発電の施工販売を強化、田鶴浜店・朝日店の各屋根に1,000kwのメガソーラーを建設・売電事業開始、リフォーム事業開始
- 2014年 - 地上設置型メガソーラー坪江太陽光発電所（2,000kw）の運転開始
- 2017年7月 - 加賀市に大型店舗4号店の新加賀店開店
- 2019年11月 - 野々市市にリフォーム専門店として、リフォームヤマキシ野々市店を開店※元々あったホームセンター野々市店を改装
- 2020年-高級食パン専門店　わざtoわざオープン
- 2022年-小松店をリフォーム専門店として改装 移動スーパー事業の開始
- 2023年-リフォーム専門店の羽咋店がオープン
- 2024年-1月1日　能登半島地震で多数の店舗が被害に遭い、中でも田鶴浜店に甚大な被害が及び建て替えが必要になる

## 展開する店舗
金津店 / 加賀店 / 小松店 / 野々市店 / 開発店 / 田鶴浜店 / 朝日店 / 川北店 / 新加賀店/羽咋店
'
ホームセンターヤマキシ
福井県嶺北地方、石川県で店舗展開。
スーパーホームセンターヤマキシ
福井県丹生郡越前町の朝日店・石川県能美郡川北町の川北店・石川県加賀市の新加賀店の３店舗。食料品スーパーマーケットを併設した大型スーパーセンター型店舗。
リフォームヤマキシ
小松・野々市・羽咋のリフォーム専門店

## かつて存在した店舗
- 山岸金物店（旧本店2代目）
  - 本業の畳店より副業であった金物店へ業態変更した自宅兼店舗。
- 山岸金物センター（新本店）
  - 現在のヤマキシ金津店（新本店2代目）。2階に山岸本社を併設。

## 他の主な事業
- LPガス・灯油事業
- 太陽光発電・住宅リフォーム事業
- 蓄電池・エネルギー事業| [icon] | この節の加筆が望まれています。 |